# 鈴木健 (プロレス記者)
鈴木 健（すずき けん、1966年9月3日 - ）は、日本の編集者、ライター、インタビュアー、プロレス解説者・実況者、MC。本人は「表現ジャンル編集ライター」を名乗る。本名は鈴木 健（すずき けん）。東京都葛飾区亀有出身（福島県会津若松市生まれ）。
「鈴木健という名前が多く、ネットで検索しやすいように」、「テキスト（文章）で勝負したい」との理由で、氏名のあとに“.txt”とつけ、鈴木 健.txtと表記することもある。その場合も.txtは読まない。

## 略歴
- 國學院高等学校卒業。
- 1988年9月、日本ジャーナリスト専門学校在学中、週刊プロレス編集部へアルバイトとして採用。
- 1991年、ベースボール・マガジン社に正社員として雇用される。
- 2007年4月、週刊プロレスmobile編集長に就任、週プロ編集次長と兼任となる。
- 2009年9月30日付でベースボール・マガジン社を退社。週プロ、週刊プロレスmobileの業務から離れる。
- 2010年1月、村田晴郎とのウェブラジオ「DX-R」開始。
- 2010年4月、読売日本テレビ文化センター恵比寿にて「鈴木健.txtの体感文法講座」を開講。
- 2011年4月、古巣の週刊プロレスmobileにて連載コラム「週モバ野郎NOW」を開始。2018年8月28日まで連載。
- 2013年1月より「ニコニコプロレスチャンネル」でMC、試合実況、解説を務める。
- 2018年、初の著書『プロレス きょうは何の日？』を上梓。
- 2019年7月よりウェブ『日刊SPA!』にて「白と黒とハッピー～純烈物語」連載開始。
- 2019年12月、『白と黒とハッピー～純烈物語』が書籍化。
- 2020年1月より闘道館にて「鈴木健.txt対決シリーズ」と銘打ち、プロレスラーや関係者をゲストに招いたトークライブを月一ペースで開催。
- 2021年3月、同連載書籍化第２弾として『純烈物語20-21』を発刊。
- 2022年12月～2023年6月、みちのくプロレスを題材としたウェブ小説『アンドレ・ザ・小学生』を連載。全26話。
- 2024年1月公開映画『無理しない ケガしない 明日も仕事！　新根室プロレス物語』パンフレットの監修、執筆を担当。
- 2025年3月、プロレスラーの髙山善廣の支援本として『髙山善廣評伝 ノーフィアー』を発刊。

## 人物・概要
UWFのファンとして第2次UWF第2戦を見るために鈍行列車で札幌市まで観戦にいった（当時、そういうファンを「密航者」と呼んだ）。そのことが週刊プロレスの記事となったのがきっかけとなり週プロのアルバイトとして採用される。
主にUWF、FMW、W★ING、みちのくプロレス、バトラーツ、大日本プロレス等の団体の取材を担当。編集次長になってからはDDTプロレスリング、KAIENTAI DOJO、全日本プロレス、WWEを担当。
週刊プロレス誌で試合リポートやインタビュー記事のほか『週プロ野郎』というコラムを8年間連載。また、編集長を務めた週プロmobileでは『日刊週モバ野郎』というコラムを2007年8月にスタートさせ、1010回まで続く。
趣味の音楽ではYMOや平沢進（平沢も亀有出身）の影響を強く受け、前述した週プロ野郎のタイトルそのものが、坂本龍一のアルバム「未来派野郎」が元ネタ。また、POLYSICSのメンバーと交流がある記述が週プロ時代の編集後記などにうかがえる。POLYSICSのDVD作品「DVDVPVDVLIVE」の裏ジャケットに登場している。
プロレス実況番組での解説ではFIGHTING TV サムライにてDDTプロレスリングやプロレスリングFREEDOMS、みちのくプロレス他、GAORAにてセンダイガールズプロレスリング、WRESTLE-1を担当(終了)。また髙山善廣支援イベント「TAKAYAMANIA EMPIRE」のABEMA中継、天龍プロジェクトの生配信他では実況を担当するなど、50団体以上の実況と解説を経験。

## 鈴木健.txt対決シリーズ
| 開催日        | ナンバリング   | タイトル                                                                                              | 出演 | 備考                                                                                          |
| ------------- | -------------- | --- | --- | --------------------------------------------------------------------------------------------- |
| 2020年1月31日 | Vol.1          | 登坂栄児編                                                                                            | 登坂栄児（大日本プロレス社長）                                                                                  |                                                                                               |
| 2月23日       | Vol.2          | スーパー・ササダンゴ・マシン編                                                                        | スーパー・ササダンゴ・マシン（DDTプロレスリング）                                                               |                                                                                               |
| 3月12日       | Vol.3          | WRESTLE-1大田区直前！                                                                                 | 立花誠吾（WRESTLE-1）、櫻田愛実                                                                                 |                                                                                               |
| 4月25日       | Vol.4          | 検証ドラゴン・マスター編                                                                              | 村田晴郎 |                                                                                               |
| 7月19日       | Vol.5          | TAJIRI編                                                                                              | TAJIRI | 5月31日開催予定がコロナの影響で延期                                                           |
| 8月2日        | Vol.6          | アストロノーツの地図に乾杯                                                                            | 野村卓矢（大日本プロレス）、阿部史典（プロレスリングBASARA）                                                    |                                                                                               |
| 9月4日        | Vol.7          | | 鈴木秀樹 | ゲスト 藤本つかさ（アイスリボン）                                                             |
| 10月4日       | Vol.8          | ありがとうサムソン宮本                                                                                | ラジャパンダ（新根室プロレス）、スタン・小林（大日本プロレス）                                                  | 当初はサムソン宮本の支援イベントとして開催予定だったが、他界により追悼イベントに。2部制で開催 |
| 11月7日       | Vol.9          | ラム会長に、胸キュン。                                                                                | ラム会長（暗黒プロレス組織666）                                                                                 |                                                                                               |
| 12月12日      | Vol.10         | ザ・グレート・サスケの大予言Returns                                                                   | ザ・グレート・サスケ（みちのくプロレス）                                                                        |                                                                                               |
| 2021年1月22日 | Vol.11         | 藤田ミノル 流転の履歴                                                                                 | 藤田ミノル |                                                                                               |
| 2月21日       | Vol.12         | デスマッチで狂い咲く女 山下りな                                                                       | 山下りな |                                                                                               |
| 3月28日       | Season2 Vol.13 | 令和のインディードリームを翔太が語るってぇの                                                          | 翔太（ガンバレ☆プロレス）                                                                                       |                                                                                               |
| 4月24日       | Vol.14         | くいしんぼう仮面 食い放題！                                                                           | くいしんぼう仮面                                                                                                |                                                                                               |
| 5月22日       | Vol.15         | バトラーツジム生が愛した格闘探偵団                                                                    | チェリー、澤宗紀                                                                                                |                                                                                               |
| 6月13日       | Vol.16         | 負けるな菊タロー！                                                                                    | 菊タロー |                                                                                               |
| 7月24日       | Vol.17         | ビオレント・ジャックFREEDOM TALK                                                                      | ビオレント・ジャック（プロレスリングFREEDOMS）                                                                  |                                                                                               |
| 8月22日       | Vol.18         | 新崎人生 みちのく巡礼史                                                                               | 新崎人生（みちのくプロレス）                                                                                    |                                                                                               |
| 9月19日       | Vol.19         | foreverサムソン宮本報告会                                                                             | ティンティン、オッサンタイガー、日影TDO、マイマッハ隼人、“brother”GAKKEY、七星（以上、新根室プロレス）          |                                                                                               |
| 10月23日      | Vol.20         | アラケン無修正放談                                                                                    | 新井健一郎（DRAGONGATE）                                                                                        |                                                                                               |
| 11月20日      | Vol.21         | ベッド・イン かおりのプロレスビ・デ・オ♡VHS鑑賞会                                                     | 益子寺かおり（ベッド・イン）                                                                                    |                                                                                               |
| 12月19日      | Vol.22         | ザ・グレート・サスケの大予言2022                                                                      | ザ・グレート・サスケ                                                                                            |                                                                                               |
| 2022年1月15日 | Vol.23         | 笹村あやめ＆進垣リナ 同期の“あとがき”                                                                 | 笹村あやめ（2AW）、進垣リナ（2AW）                                                                              |                                                                                               |
| 2月23日       | Vol.24         | 大和ヒロシ15周年記念トークライブ「ノリノリ海苔に進み続ける限り」                                      | 大和ヒロシ |                                                                                               |
| 3月5日        | Season3 Vol.25 | 大日本プロレス27周年記念 チームOBAKAのとまらない話                                                    | 登坂栄児、山川竜司（大日本プロレス）                                                                            |                                                                                               |
| 4月8日        | Vol.26         | プロレスリングFREEDOMS横浜武道館初進出前夜祭 ダムズの現在・過去・未来                                 | 佐々木貴、杉浦透、GENTARO（以上、プロレスリングFREEDOMS）                                                       |                                                                                               |
| 5月14日       | Vol.27         | 鈴木秀樹、WWEより帰還「恥ずかしながら闘道館に帰ってきました」                                         | 鈴木秀樹 |                                                                                               |
| 6月19日       | Vol.28         | ブル中野の部屋へようこそ                                                                              | ブル中野 |                                                                                               |
| 7月30日       | Vol.29         | すみれ色の夏                                                                                          | 夏すみれ |                                                                                               |
| 8月28日       | Vol.30         | シャドウWX a.k.a ミスター・ポーゴ Dangerous Tonight                                                   | シャドウWX |                                                                                               |
| 9月24日       | Vol.31         | 今だからこそ蹴ぇり殺すぞ、コラ！26年選手だ、オラ!! Gamma引退スペシャル                                | Gamma |                                                                                               |
| 10月22日      | Vol.32         | 新根室プロレス東京公演前夜祭 無理しない、ケガしない、明日はサムソン宮本メモリアル                     | アンドレザ・ジャイアントパンダ他新根室プロレス勢                                                                | 第1部は翌日に行われるアンドレザ・ジャイアントパンダvsスタン・小林戦の公開調印式               |
| 11月26日      | Vol.33         | 世界のTKが語るリングスという時代                                                                      | 髙阪剛 |                                                                                               |
| 12月17日      | Vol.34         | ザ・グレート・サスケの大予言2023                                                                      | ザ・グレート・サスケ                                                                                            |                                                                                               |
| 2023年1月28日 | Vol.35         | 富山智帆 女子リングアナウンサーとしてのお仕事                                                         | 富山智帆 |                                                                                               |
| 2月19日       | Vol.36         | 関根龍一結婚記念トークライブ のどかな日々                                                             | 関根龍一（プロレスリングBASARA）                                                                                |                                                                                               |
| 3月19日       | Season4 Vol.37 | ベッド・イン かおり×ラム会長 公開プロレスガールズトーク                                               | ラム会長、益子寺かおり                                                                                          |                                                                                               |
| 4月9日        | Vol.38         | 翔太がアメリカ遠征の報告をするってぇの                                                                | 翔太 |                                                                                               |
| 4月30日       | EXTRA          | FUNAKIが語るWWEスーパースターズとコメンタリーのお仕事                                                 | FUNAKI（WWE）                                                                                                   |                                                                                               |
| 5月27日       | Vol.39         | 帰ってきた風香Night                                                                                   | 風香 |                                                                                               |
| 6月4日        | Vol.40         | 阿部史典×一般人・澤宗紀さん 喋りすぎぐらいがちょうどいい！                                            | 阿部史典、澤宗紀                                                                                                | サプライズ出演 中邑珍輔、グレート・ランジェリームタ                                           |
| 7月16日       | Vol.41         | 宮本裕向デビュー二十執念記念＆666後楽園初進出記念トークライブ One Night Carnival                      | 宮本裕向（暗黒プロレス組織666）                                                                                 |                                                                                               |
| 8月12日       | Vol.42         | FREEDOMS横浜武道館大会後夜祭 真夏の宴のあとの宴                                                       | 佐々木貴、杉浦透、葛西純（プロレスリングFREEDOMS）                                                              | 出演予定の平田智也が前日の試合で負傷したため、葛西純が代わりに緊急出演                        |
| 9月3日        | Vol.43         | 蛇界転生伝説                                                                                          | ポイズン澤田JULIE、ナオミ・スーザン                                                                             |                                                                                               |
| 10月14日      | Vol.44         | 山下りな GCWの中心でデスマッチ愛を叫ぶ                                                                | 山下りな |                                                                                               |
| 11月28日      | EXTRA          | 新根室プロレスドキュメンタリー映画公開直前イベント アンドレザ・ジャイアントパンダ撮影会＆トークライブ | アンドレザ・ジャイアントパンダ、元井美貴                                                                        |                                                                                               |
| 12月2日       | Vol.45         | 長井満也×成瀬昌由 わが青春のリングス                                                                  | 長井満也（ドラディション）、成瀬昌由                                                                            |                                                                                               |
| 12月17日      | Vol.46         | ザ・グレート・サスケの大予言2024～マスター語り                                                        | ザ・グレート・サスケ                                                                                            |                                                                                               |
| 2024年1月13日 | Vol.47         | くいしんぼう仮面30周年同窓会 元Iジャ勢青春の新宿二丁目                                                | くいしんぼう仮面、山下義也、木藤裕次                                                                            |                                                                                               |
| 2月17日       | Vol.48         | 土肥羆最低で最高なトーク 巣鴨の中心でハーッ！と叫ぶ                                                   | 土肥こうじ、羆嵐                                                                                                |                                                                                               |
| 3月30日       | Season5 Vol.49 | 登坂栄児×李日韓～私たちのダイニッポン～                                                               | 登坂栄児、李日韓                                                                                                |                                                                                               |
| 4月7日        | Vol.50         | 大鷲透デビュー20、21、22、23周年記念トーク＆やまいきフリマin闘道館                                    | 大鷲透 |                                                                                               |
| 5月19日       | Vol.51         | まなせゆうなのガンバレ☆トークライブ                                                                   | まなせゆうな（ガンバレ☆プロレス）                                                                               |                                                                                               |
| 6月22日       | Vol.52         | カズ・ハヤシ引退直前スペシャル 和魂トーク                                                             | カズ・ハヤシ（GLEAT）                                                                                           |                                                                                               |
| 7月27日       | Vol.53         | 谷もも色のPURE TALK                                                                                   | 谷もも（PURE-J女子プロレス）                                                                                    |                                                                                               |
| 8月31日       | Vol.54         | FREEDOMS9・15横浜武道館月間①竹田誠志CRAZY TALK                                                        | 竹田誠志 |                                                                                               |
| 9月13日       | Vol.55         | FREEDOMS9・15横浜武道館月間②葛西純＆山下りな 狂宴前夜祭                                               | 葛西純、山下りな                                                                                                |                                                                                               |
| 9月21日       | EXTRA          | 格闘探偵団チケット即売イベント 阿部史典＆野村卓矢アストロトーク                                       | 阿部史典、野村卓矢                                                                                              |                                                                                               |
| 9月23日       | EXTRA          | 菊タロー＆くいしんぼう仮面デビュー30周年JAPAN TOUR SPECIAL                                            | 菊タロー、くいしんぼう仮面                                                                                      |                                                                                               |
| 10月5日       | Vol.56         | 大石真翔フリー転身激励イベントwith 旭志織 まこりん＆しおりんかく語りき                                | 大石真翔、旭志織（2AW）                                                                                         |                                                                                               |
| 11月16日      | Vol.57         | ユニオンプロレス同窓会                                                                                | 石川修司、ナオミ・スーザン                                                                                      |                                                                                               |
| 12月14日      | Vol.58         | 無理をする ケガをする 明日も試合！ ザ・グレート・サスケの大予言2025                                   | ザ・グレート・サスケ                                                                                            |                                                                                               |
| 2025年1月25日 | Vol.59         | 笹村あやめスターライトドリームトーク                                                                  | 笹村あやめ |                                                                                               |
| 2月23日       | Vol.60         | シン・広田さくらの面白いところをボ・ラギノールばりに突っ込みたい                                      | シン・広田さくら（プロレスリングWAVE）                                                                          | 撮影会にシン・髙山善廣として登場                                                              |
| 3月30日       | Season6 Vol.61 | 対決シリーズ6周年記念イベント～かおりのプロレスビ・デ・オ♡鑑賞会PART3 featuring ポポチョリス          | 益子寺かおり、澤宗紀、634・マンガリッツァ（ポポチョリス）                                                       |                                                                                               |
| 4月13日       | Vol.62         | 里村明衣子からファンの皆様へ――                                                                        | 里村明衣子（センダイガールズプロレスリング）                                                                    |                                                                                               |
| 5月10日       | Vol.63         | 雪妃真矢 #あの頃と この頃と これからと トーク                                                         | 雪妃真矢 |                                                                                               |
| 5月19日       | EXTRA          | 666後楽園ホール大会決起集会 怨霊＆ラム会長“執念”を語る                                                | 怨霊（暗黒プロレス組織666）、ラム会長                                                                           |                                                                                               |
| 6月22日       | Vol.64         | バーブ佐々木レフェリー25周年 CRAZY FEST TALK                                                          | バーブ佐々木 | ゲスト 登坂栄児                                                                               |
| 7月12日       | Vol.65         | ハヤブサ白書2025～お楽しみはあの頃と、今と、これからだ！                                              | 田中将斗（プロレスリングZERO1）、マンモス佐々木（プロレスリングFREEDOMS）、工藤めぐみ（プロレスリングZERO1 GM） |                                                                                               |
| 8月3日        | Vol.66         | FREEDOMS横浜武道館狂宴決起集会                                                                        | 杉浦透、政岡純                                                                                                  |                                                                                               |
| 8月9日        | EXTRA          | 大日本プロレス30周年記念：橋本大地＆神谷英慶 大神が来たぞ！                                           | 橋本大地（大日本プロレス/BURST）、神谷英慶（大日本プロレス）                                                    |                                                                                               |
| 9月27日       | EXTRA          | 10・23格闘探偵団チケット即売イベント：阿部史典＆野村卓矢アストロトーク2025                            | 阿部史典、野村卓矢                                                                                              |                                                                                               |
| 10月4日       | Vol.67         | 高瀬みゆき仙女入団記念トークライブ                                                                    | 高瀬みゆき（センダイガールズプロレスリング）                                                                    |                                                                                               |

## 著書
- プロレス きょうは何の日？（2018年、河出書房新社）
- 白と黒とハッピー～純烈物語（2019年、扶桑社）
- 純烈物語20-21（2021年、扶桑社）
- 髙山善廣評伝　ノーフィアー（2025年3月15日、ワニブックス）